# Agotamiento del ego
El agotamiento del ego hace referencia a la idea de que el autocontrol o resiliencia utilizan unos recursos mentales que son limitados. Cuando la energía necesaria para llevar a cabo la actividad mental es baja, la capacidad de autocontrol disminuye, lo que puede interpretarse como un estado de agotamiento del ego. Realizar una tarea agotadora puede disminuir la capacidad de autocontrol en una tarea posterior, aunque ambas tareas no guarden relación. Sin embargo, ha habido estudios tanto que han apoyado como que han cuestionado la validez de la teoría del agotamiento del ego.

## Primeras evidencias experimentales
El psicólogo social estadounidense Roy Baumeister y sus colegas propusieron un modelo en el que describían al autocontrol como un músculo que se fortalece y se fatiga. Las investigaciones iniciales plantearon que el uso inicial del “músculo” del autocontrol puede provocar una disminución de la fuerza o agotamiento del ego para realizar tareas posteriores. Los hallazgos experimentales posteriores apoyaron este modelo del músculo del autocontrol y del agotamiento del ego.
Un experimento llevado a cabo por Baumeister, Ellen Bratslasvky, Mark Muraven y Dianne Tice en 1998 demostró que el agotamiento del ego se produce en diversos contextos o situaciones. En el experimento, observaron que las personas que resistían inicialmente la tentación de comer bombones eran luego menos capaces de persistir en resolver un complejo rompecabezas. Ellos atribuyeron este efecto al agotamiento del ego, que surgió de la resistencia previa a una tentación. Además, se demostró que cuando la gente incluía en un discurso creencias contrarias a las que tiene, también eran menos capaces de persistir en el rompecabezas. Este efecto no se dio en las personas a las que no se dio opción de escoger y escribieron un discurso contrario a sus creencias a la fuerza. Por lo tanto, aunque se espera agotamiento del ego cuando se da un discurso que incluye creencias contrarias a las propias, este agotamiento es mayor cuando dichas creencias se han incluido de manera voluntaria. Estos hallazgos demostraron los efectos del agotamiento del ego en diferentes situaciones y enfatizaron la idea de que el agotamiento del ego no depende del contexto. Con este estudio, Baumeister y sus colegas proporcionaron la primera evidencia experimental del agotamiento del ego.

## Causas psicológicas
Muchos investigadores han estudiado el papel de la glucosa como fuente de energía necesaria para el autocontrol. La glucosa es un azúcar que se encuentra en multitud de alimentos y es vital para el funcionamiento del cuerpo y el cerebro. Muchos experimentos han relacionado la pérdida de autocontrol con la reducción del nivel de glucosa, y han sugerido por tanto que la capacidad de autocontrol puede reponerse consumiéndola. Sin embargo, estos hallazgos fueron cuestionados. Varios experimentos recientes han demostrado que el efecto del agotamiento de los recursos puede revertirse probando (pero sin llegar a tragar) bebidas dulces, ya que tienen propiedades gratificantes.
Un experimento llevado a cabo por Segertrom en  2007 demostró que la VFC (variabilidad de frecuencia cardiaca) es un indicador tanto del agotamiento del ego como del agotamiento del poder de autocontrol.
También se ha examinado el proceso neural asociado a la pérdida de autocontrol. Las señales de negatividad relacionada con el error (ERN, por sus siglas en inglés) son unas ondas que se generan en el córtex del cíngulo anterior cuando los individuos cometen errores en tareas psicológicas. Usando un electroencefalograma, Inzlicht y Gutsell se encontraron con que los individuos que se habían sometido a una tarea en la que debían reprimir sus emociones emitían señales ERN más débiles que los que no se habían sometido a dicha tarea. Estos descubrimientos demostraron que el agotamiento puede debilitar los mecanismos neuronales responsables de monitorizar los conflictos.
La mayoría de experimentos sobre el agotamiento del ego han sido llevados a cabo con estudiantes de universidad, lo que genera dudas sobre si las conclusiones son extrapolables al resto de la población. Los efectos de la edad son todavía desconocidos, pero es posible que la gente más joven sea más susceptible a los efectos del agotamiento del ego dado que las áreas del cerebro que están involucradas en el autocontrol se desarrollan hasta mediados de los 20 años. Por ejemplo, en un estudio reciente se observó que las personas que estaban por encima de los 40 años no sufrían un agotamiento del ego tras ser sometidos a una manipulación del agotamiento, mientras que los estudiantes universitarios sí.

## Manifestaciones

### Culpa y comportamiento prosocial
El agotamiento del ego tiene implicaciones en la culpa y el comportamiento prosocial. Aunque es un sentimiento desagradable, la culpa es necesaria para facilitar las interacciones humanas de adaptación. Experimentar culpa depende de la capacidad de una persona de reflexionar sobre las acciones y los comportamientos pasados. Se ha demostrado que el agotamiento del ego obstaculiza dicha reflexión, por lo que con agotamiento del ego es más difícil sentir culpa. Dado que la culpa lleva normalmente a una conducta prosocial, el agotamiento del ego reduce normalmente las buenas acciones que a menudo resultan de una conciencia culpable. En un estudio llevado a cabo por Xu y sus compañeros, se pidió a los participantes que reprimieran sus emociones mientras veían una película sobre matar animales, lo que llevó a un estado de agotamiento. Entonces, los sujetos fueron inducidos a sentir culpa mediante un juego en el que el oponente era molestado con ruidos fuertes y desagradables cuando el otro cometía errores. Al final del experimento, a los participantes se les dio la opción de dejar dinero para los siguientes participantes y de hacer una donación de caridad. Los resultados de este estudio indicaron que las personas que experimentaron agotamiento del ego se sintieron menos culpables y donaron menos dinero que las personas que no habían experimentado el agotamiento. Esto demostró que el agotamiento del ego tiene un efecto indirecto en el comportamiento prosocial al disminuir la capacidad de sentir culpabilidad.

### Percepción de los niveles de fatiga
Se ha demostrado que la percepción que tiene un individuo de su nivel de fatiga influye en su desempeño en una tarea posterior que requiere autorregulación. Este efecto se llama “ilusión de fatiga”. Esto se demostró en un experimento en el que los participantes llevaban a cabo o tareas agotadoras o no agotadoras, lo que determinaba el verdadero estado de agotamiento. Cuando a los participantes se les hizo creer después que su nivel de agotamiento era menor que el real, desempeñaron luego mucho mejor una difícil tarea de memorización. Así quedó demostrado que el nivel de percepción de fatiga influye en la autorregulación, independientemente del nivel de agotamiento real.

### Motivaciones y creencias
Se ha demostrado que el agotamiento del ego debilita la autorregulación. Sin embargo, dicho agotamiento puede amortiguarse con motivaciones y creencias externas, que no están relacionadas con la fuerza de voluntad. Esto se demostró en un experimento llevado a cabo por Boucher y Kofos en 2012 en un experimento en el que a unos participantes agotados se les recordó que el premio era dinero, con lo que obtuvieron mejores resultados en una tarea posterior de autocontrol.
Un experimento llevado a cabo por Carol Dweck y el subsiguiente trabajo de Roy Baumeister y Kathleen Vohs ha demostrado que las creencias ayudan a mitigar el agotamiento del ego, pero no completamente. En el experimento los participantes fueron inducidos a creer que no se cansarían al realizar una segunda tarea, pero sí que se agotaron mucho en una tercera.

## Implicaciones en la vida real

### Dieta
Un experimento llevado a cabo por Kathleen Vohs y Todd Heatherton demostró cómo el agotamiento del ego es particularmente relevante en las personas que hacen dieta en comparación con las personas que no. Las que hacen dieta están permanentemente resistiendo sus deseos y limitando la ingesta de comida. Vohs y Heatherton mostraron que limitar la ingesta de comida puede limitar la capacidad de resistir la tentación a los snacks, especialmente cuando el individuo está en un estado de agotamiento del ego. En el experimento, tanto las personas que hacían dieta como las que no intentaron suprimir sus respuestas emocionales mientras veían una película. Después, los sujetos fueron requeridos para comer helado para testar los sabores. El mayor hallazgo fue que las personas que hacían dieta que reprimieron sus respuestas emocionales a la película experimentaron mayor agotamiento del ego que a los que no se pidió que reprimieran sus emociones (incluidos los que sí hacían dieta), y estos individuos comieron mucho más helado en la prueba de sabor. Las personas que no hacían dieta no mostraron los mismos fallos de autorregulación que los que sí la hacían. Por lo tanto, parece que el mismo acto de hacer dieta supone un agotamiento: las personas que la hacen gastan mucha energía intentando limitar la ingesta de comida, pero estos esfuerzos se ven menoscabados cuando se enfrentan a una tentación abrumadora.

### Rendimiento deportivo
Algunas investigaciones han descubierto que la determinación mental de los deportistas puede verse entorpecida en mayor medida tras completar una tarea cognitiva difícil que tras completar una fácil. Esto implica que el agotamiento del ego no solo tiene consecuencias cognitivas, sino también físicas.

### Comportamiento del consumidor
En el mundo del consumismo, los individuos hacen frente a decisiones y elecciones que requieren energía para realizar compras de manera informada y resistir la tentación de hacer compras compulsivas o innecesarias. Los consumidores son bombardeados constantemente con una gran cantidad de opciones. Para escoger lo mejor, uno debe comparar la infinidad de características de varios productos. La complejidad de las decisiones de los consumidores puede llevar a un estado de agotamiento del ego. Esto puede influir en las siguientes decisiones que el individuo debe tomar. Cuando los consumidores están agotados, es más probable que se vuelvan pasivos y tomen decisiones impulsivamente que pueden no estar en línea con sus verdaderos valores.

## Mitigaciones
En un experimento reciente, se demostró que la inducción de un estado de ánimo positivo puede amortiguar los efectos perjudiciales del agotamiento del ego en el rendimiento posterior. En el experimento se indujo un estado de ánimo positivo al hacer que las personas vieran vídeos de comedia o dándoles un regalo sorpresa. El estado de ánimo positivo parecía permitir a las personas recuperarse más rápido del agotamiento del ego y, además, mejorar su capacidad de autorregularse. No se puede afirmar que un estado de ánimo positivo pueda proporcionar un beneficio general a las personas que no se habían involucrado anteriormente en tareas de autorregulación; más bien, el estado de ánimo positivo puede restaurar la capacidad de los individuos agotados para autorregularse. Además, este trabajo experimental no considera en profundidad los mecanismos por los cuales se restaura el rendimiento. No se sabe si el estado de ánimo positivo contrarresta el agotamiento del ego o si simplemente motiva a un individuo a persistir en una tarea, a pesar de su estado de agotamiento.
Sin embargo, se ha demostrado que el efecto de agotamiento del ego (sin intervención del estado de ánimo) no está relacionado con los cambios de humor, como se muestra en múltiples experimentos de reducción del ego que controlaron el estado de ánimo o no vieron cambios en el estado de ánimo. Por lo tanto, el afecto positivo es solo una forma de contrarrestar el agotamiento del ego de una persona después de que esta se haya agotado.

## Explicaciones teóricas

### Hipótesis de conservación
La hipótesis de la conservación es una explicación parcial del agotamiento del ego. Sugiere que hay dos tipos de agotamiento:
1. Cuando uno está completamente agotado y es incapaz de auto controlarse.
2. Cuando uno no está completamente agotado, sino solo parcialmente. Aun así, uno reduce sus esfuerzos de autocontrol para evitar el agotamiento completo.[23]

De acuerdo con este punto de vista, cuando las personas se sienten agotadas, aún podría existir una reserva de energía para usar en situaciones extremas de alta prioridad que podrían encontrarse en el futuro. Esto puede ser adaptativo en la medida en que el gasto de más recursos en un momento dado pueda hacer que una persona esté completamente agotada de sus recursos en una situación inesperada que requiera autorregulación u otras conductas de autocontrol. La existencia de una reserva adicional de energía mental explica por qué varios motivadores pueden amortiguar los efectos del agotamiento del ego leve. En un estado de bajos recursos, un individuo carece de motivación para gastar más energía, pero si se presenta motivación, todavía hay recursos adicionales que pueden agotarse. Por lo tanto, el agotamiento del ego podría conceptualizarse como una restricción psicológica necesaria para salvaguardar recursos valiosos que podrían ser necesarios en situaciones de emergencia en el futuro. Bajo un agotamiento leve, las personas aún tienen una pequeña cantidad de energía en su "tanque", a la que no tienen acceso en circunstancias normales.

## Crítica

### Preguntas y explicaciones alternativas
Aunque el autocontrol se ha considerado tradicionalmente como un recurso limitado que puede agotarse, algunos investigadores no están de acuerdo con este modelo. Aunque múltiples estudios proporcionaron apoyo para el efecto de agotamiento del ego, actualmente no existe una forma de medirlo, y los estudios lo observan al medir cuánto tiempo persisten las personas en una segunda tarea después de realizar una tarea de autocontrol (la tarea agotadora).
Además, muchos estudios de agotamiento del ego han demostrado que el estado de ánimo no es relevante para los resultados. De hecho, muchos de los experimentos anteriores han probado los efectos del estado de ánimo y no han visto que tenga ningún efecto.
Por otra parte, el estudio y la medición del agotamiento del ego pueden verse afectados por el efecto de la disonancia cognitiva: los investigadores han cuestionado si los sujetos realmente están experimentando el agotamiento del ego, o si los individuos simplemente están experimentando una disonancia cognitiva en las tareas psicológicas.

### Modelo de proceso
En contraste con el modelo original de autocontrol más conocido, Michael Inzlicht y Brandon J. Schmeichel proponen un modelo alternativo de agotamiento, al que se refieren como modelo de proceso. Este modelo de proceso sostiene que los esfuerzos iniciales de la fuerza de voluntad llevan a la motivación de un individuo a alejarse del control. Como parte de este proceso, la atención se aparta de las señales que indican la necesidad de control. Inzlicht y Schmeichel argumentan que el modelo de proceso proporciona un punto de partida para comprender el autocontrol y que se necesita más investigación para examinar estas influencias cognitivas, motivacionales y afectivas sobre el autocontrol.

## Controversia de reproducibilidad y metaanálisis conflictivos
En 2016, un importante estudio con 2141 participantes repartidos en veinticuatro laboratorios de todo el mundo utilizando el mismo protocolo no pudo encontrar ninguna evidencia del agotamiento del ego. En respuesta, Baummeister argumentó que su protocolo original fue rechazado por los coordinadores del proyecto, y después de que la discusión se estancara, aceptó a regañadientes una tarea que difería en algún grado de sus estudios originales de 1998. Las dificultades para replicarlo también  han surgido para otros 5 protocolos del efecto básico del agotamiento del ego.
Un metaanálisis de 2010 de 198 pruebas independientes encontró el efecto significativo con un tamaño de efecto promedio de moderado a grande (d = .6). Incluso después de tener en cuenta posibles estudios fallidos no publicados, el análisis concluyó que es muy poco probable que el efecto del agotamiento del ego no exista.
En 2015, un metaanálisis de más de 100 estudios de Carter y McCullough argumentó que el metaanálisis de 2010 no tuvo en cuenta el sesgo de publicación. Cuando controlaron estadísticamente el sesgo de publicación, la estimación del tamaño del efecto fue pequeña (d = .2) y no significativamente diferente de cero. Michael Inzlicht y sus colegas elogiaron el metaanálisis de Carter, pero argumentaron que las técnicas de corrección de sesgo no son lo suficientemente precisas como para dar una estimación precisa del tamaño del control. En respuesta, Cunningham y Baumeister argumentaron que el análisis de Carter y McCullough contenía errores en su recolección de datos y en los diversos análisis utilizados.
Ulrich Schimmack realizó un metaanálisis de estudios publicados y encontró que la mayoría de los estudios podrían producir resultados significativos debido únicamente a un error de muestreo aleatorio. Con base en el bajo poder de los estudios, uno esperaría un gran número de resultados no significativos, pero estos resultados no se publican en los artículos. Este hallazgo confirmó el metaanálisis de Carter y McCullough que mostró un sesgo de publicación con un método estadístico diferente. El informe con el que replicó Schimmack también identificó un pequeño conjunto de estudios con el poder adecuado que proporcionaron evidencia para el agotamiento del ego. Estos estudios son los más prometedores para un proyecto de replicación que examina si los efectos del agotamiento del ego pueden replicarse consistentemente en varios laboratorios independientes.